# Hylobates klossii
Hylobates klossii (Гібон Клосса) — вид приматів з роду Hylobates родини Гібонові.

## Поширення
Цей вид є ендемічним для чотирьох Ментавайських островів (Сіберут, Сіпора, Північний Пагай і Південний Пагай) біля західного узбережжя острова Суматра, Індонезія. 

## Морфологія
Самиці трохи більші за самців, самці вагою близько 5,6 кг, а самиці вагою близько 5,9 кг. Голова і тіло довжиною від 440 мм до 635 мм. І самці й самиці мають коротке, чорне волосся протягом усього життя. 

## Стиль життя
Цей вид деревний, денний і всеїдний, хоча переважно плодоїдний. Тварини живуть в групах, що складаються з пари та їх нащадків. Ці групи захищають територію гучним співом. Відомі хижаки: Panthera pardus, великі змії Serpentes, великі хижі птахи (Falconiformes).
Один малюк народжується після вагітності від семи до восьми місяців. Досягають статевої зрілості в 6—7 років. Коли молоді самці і самиці досягають статевої зрілості вони залишать сімейну групу, з метою пошуку партнера і створення нової групи. 

## Загрози та охорона
Цей вид перебуває під загрозою, головним чином, внаслідок полювання й комерційних лісозаготівель. Вид занесений у Додаток I СІТЕС і захищений індонезійським законодавством. Більш як половина сучасного населення перебуває в Національному парку Сіберут.